# Thyonicola
Thyonicola са род соленоводни морски коремоноги мекотели от семейство Eulimidae.

## Видове
Видовете от род Thyonicola са както следва:
- Thyonicola americana Tikasingh, 1961
- Thyonicola dogieli (A. V. Ivanov, 1945)
- Thyonicola mortenseni Mandahl-Barth, 1941